# Atletik under sommer-OL 2020 - højdespring (herrer)
Herrernes højdespring under sommer-OL 2020 i Tokyo bliver holdt på Tokyo Olympic Stadium, som ligger centralt i Heritage zonen, i perioden d. 31. juli - 2. august 2020.

## Tidsplan
Alle tider er i japansk tid (UTC+9)
| Dato      | Tid   | Runde         |
| --------- | ----- | ------------- |
| 31. juli  | 09:15 | Kvalificering |
| 2. august | 19:10 | Finale        |

## Resultater

### Kvalificeringsrunde
Kvalificeringsregel: Kvalificerende højde er på 2,xx (Q) eller de 12 bedste atleter (q) går videre til finalen.
| Placering | Gruppe | Atlet              | Land                      | 2.17 | 2.21 | 2.25 | 2.28 | Højde | Noter |
| --------- | ------ | ------------------ | ------------------------- | ---- | ---- | ---- | ---- | ----- | ----- |
| 1         | B      | Mikhail Akimenko   | Ruslands Olympiske Komité | o    | o    | o    | o    | 2.28  | q     |
| 1         | A      | Mutaz Essa Barshim | Qatar                     | –    | o    | o    | o    | 2.28  | q     |
| 1         | A      | Django Lovett      | Canada                    | o    | o    | o    | o    | 2.28  | q     |
| 4         | B      | JuVaughn Harrison  | USA                       | o    | o    | xo   | o    | 2.28  | q     |
| 4         | A      | Hamish Kerr        | New Zealand               | o    | o    | xo   | o    | 2.28  | q     |
| 4         | B      | Brandon Starc      | Australien                | o    | o    | xo   | o    | 2.28  | q     |
| 4         | B      | Naoto Tobe         | Japan                     | o    | xo   | o    | o    | 2.28  | q     |
| 8         | A      | Shelby McEwen      | USA                       | xo   | xxo  | o    | o    | 2.28  | q     |
| 9         | A      | Gianmarco Tamberi  | Italien                   | o    | o    | o    | xo   | 2.28  | q     |
| 9         | B      | Woo Sang-hyeok     | Sydkorea                  | o    | o    | o    | xo   | 2.28  | q     |
| 11        | A      | Ilya Ivanyuk       | Ruslands Olympiske Komité | o    | o    | xo   | xo   | 2.28  | q     |
| 12        | B      | Maksim Nedasekau   | Hviderusland              | o    | o    | xxo  | xo   | 2.28  | q     |
| 13        | A      | Tom Gale           | Storbritannien            | o    | o    | xo   | xxo  | 2.28  | q, SB |
| 14        | B      | Michael Mason      | Canada                    | o    | o    | o    | xxx  | 2.25  |       |
| 14        | A      | Dzmitry Nabokau    | Hviderusland              | o    | o    | o    | xxx  | 2.25  |       |
| 14        | A      | Andriy Protsenko   | Ukraine                   | o    | o    | o    | xxx  | 2.25  |       |
| 17        | A      | Takashi Eto        | Japan                     | o    | o    | xxx  | N/A  | 2.21  |       |
| 17        | A      | Wang Yu            | Kina                      | o    | o    | xxx  | N/A  | 2.21  |       |
| 19        | B      | Majd Eddin Ghazal  | Syrien                    | xo   | xo   | xxx  | N/A  | 2.21  | SB    |
| 19        | B      | Edgar Rivera       | Mexico                    | xo   | xo   | xxx  | N/A  | 2.21  |       |
| 21        | A      | Fernando Ferreira  | Brasilien                 | o    | xxo  | xxx  | N/A  | 2.21  |       |
| 21        | B      | Thiago Moura       | Brasilien                 | o    | xxo  | xxx  | N/A  | 2.21  |       |
| 23        | B      | Loïc Gasch         | Schweiz                   | xo   | xxo  | xxx  | N/A  | 2.21  |       |
| 23        | B      | Mateusz Przybylko  | Tyskland                  | xo   | xxo  | xxx  | N/A  | 2.21  |       |
| 25        | A      | Donald Thomas      | Bahamas                   | xxo  | xxo  | xxx  | N/A  | 2.21  |       |
| 26        | A      | Adrijus Glebauskas | Litauen                   | o    | xxx  | N/A  | N/A  | 2.17  |       |
| 26        | B      | Tihomir Ivanov     | Bulgarien                 | o    | xxx  | N/A  | N/A  | 2.17  |       |
| 26        | B      | Stefano Sottile    | Italien                   | o    | xxr  | N/A  | N/A  | 2.17  |       |
| 26        | A      | Luis Enrique Zayas | Cuba                      | o    | xxx  | N/A  | N/A  | 2.17  |       |
| 30        | A      | Mathew Sawe        | Kenya                     | xo   | xxx  | N/A  | N/A  | 2.17  |       |
| 30        | B      | Darryl Sullivan    | USA                       | xo   | xxx  | N/A  | N/A  | 2.17  |       |
| 32        | B      | Jamal Wilson       | Bahamas                   | xxo  | xxx  | N/A  | N/A  | 2.17  |       |
| –         | A      | Lee Hup Wei        | Malaysia                  | xxx  | N/A  | N/A  | N/A  | NH    |       |

### Finale
| Placering | Atlet              | Land                      | 2.19 | 2.24 | 2.27 | 2.30 | 2.33 | 2.35 | 2.37 | 2.39 | Højde | Noter |
| --------- | ------------------ | ------------------------- | ---- | ---- | ---- | ---- | ---- | ---- | ---- | ---- | ----- | ----- |
| 1         | Gianmarco Tamberi  | Italien                   | o    | o    | o    | o    | o    | o    | o    | xxx  | 2.37  | SB    |
| 1         | Mutaz Essa Barshim | Qatar                     | –    | o    | o    | o    | o    | o    | o    | xxx  | 2.37  | SB    |
| 3         | Maksim Nedasekau   | Hviderusland              | xo   | o    | o    | o    | o    | x-   | o    | xxx  | 2.37  | =NR   |
| 4         | Woo Sang-hyeok     | Sydkorea                  | o    | o    | o    | o    | xo   | o    | x-   | xx   | 2.35  | NR    |
| 5         | Brandon Starc      | Australien                | o    | o    | o    | o    | xxo  | o    | x-   | xx   | 2.35  | SB    |
| 6         | Mikhail Akimenko   | Ruslands Olympiske Komité | o    | o    | o    | xo   | xo   | xx-  | x    |      | 2.33  | =SB   |
| 7         | JuVaughn Harrison  | USA                       | o    | o    | xxo  | xo   | xo   | –    | x-   | xx   | 2.33  |       |
| 8         | Django Lovett      | Canada                    | o    | o    | o    | o    | xxx  |      |      |      | 2.30  |       |
| 9         | Ilya Ivanyuk       | Ruslands Olympiske Komité | o    | o    | o    | xo   | xxx  |      |      |      | 2.30  |       |
| 10        | Hamish Kerr        | New Zealand               | o    | o    | xxo  | xxo  | xxx  |      |      |      | 2.30  |       |
| 11        | Tom Gale           | Storbritannien            | o    | o    | o    | xxx  |      |      |      |      | 2.27  |       |
| 12        | Shelby McEwen      | USA                       | o    | xxo  | o    | xxx  |      |      |      |      | 2.27  |       |
| 13        | Naoto Tobe         | Japan                     | xo   | o    | xxx  |      |      |      |      |      | 2.24  |       |

o Valid forsøg | x Fejlet forsøg | - Passeret forsøg | NR National Rekord | SB Sæson Best | =NR Equal National Record | =SB Equal Season Best